# آکیتو تاچیبانا
آکیتو تاچیبانا (انگلیسی: Akito Tachibana؛ زادهٔ ۱۳ اکتبر ۱۹۸۸) بازیکن فوتبال اهل ژاپن است.
از باشگاه‌هایی که در آن بازی کرده‌است می‌توان به باشگاه فوتبال شیمیزو اس-پالس و باشگاه فوتبال ماتسوموتو یاماگا اشاره کرد.